# Weichbecherchen

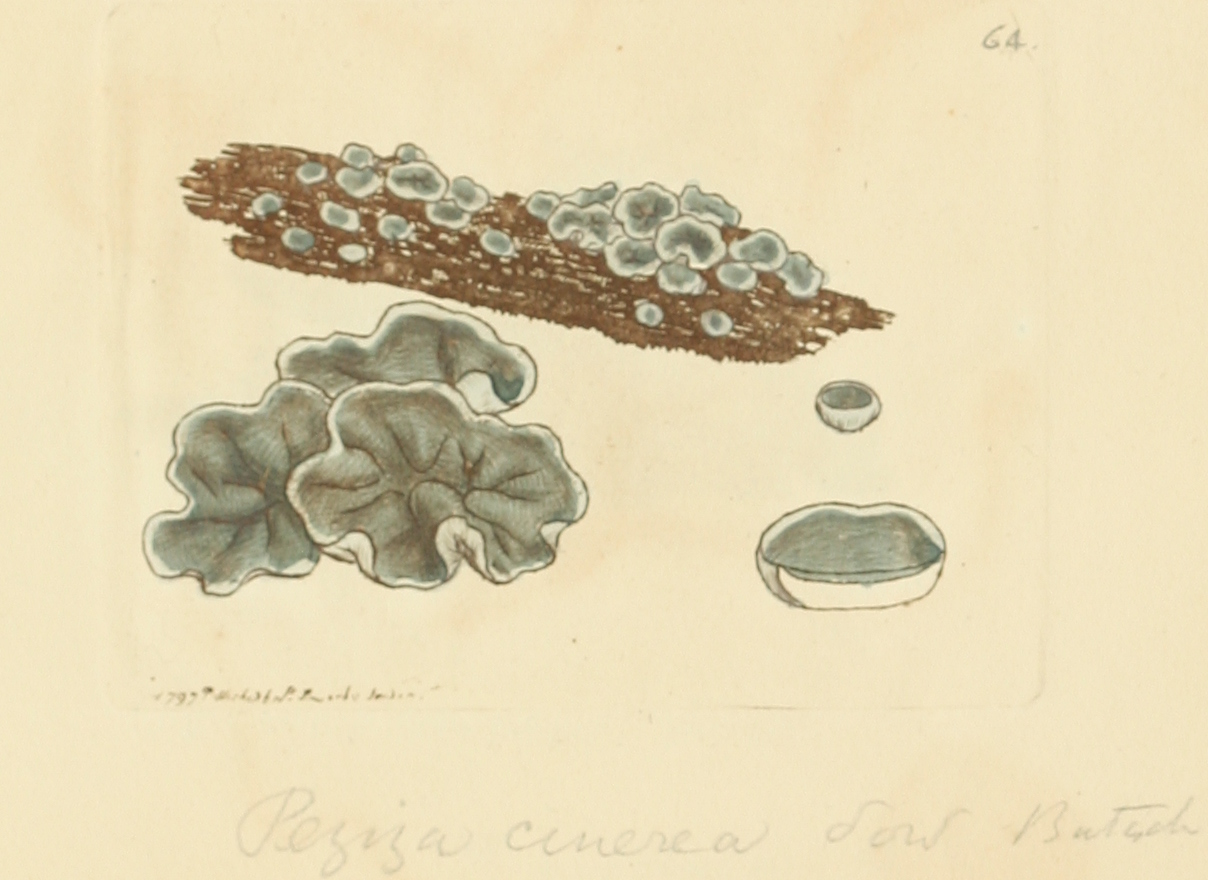
Zeichnung von James Sowerby,
Coloured Figures of English Fungi or Mushrooms (ca. 1790)

Die Weichbecherchen (Mollisia) sind eine Pilzgattung aus der Familie der Dermateaceae. In Europa kommen über 50 Arten vor. Die Arten leben saprophytisch auf totem Holz oder sonstigen Pflanzenresten.

## Merkmale
Diese stiellosen Discomyceten haben eine Größe von etwa 0,2 bis 4 Millimetern (selten bis zu 7 mm) und sind weichfleischig. Die Zellen des ectalen (äußeren) Excipulums sind braun, selten farblos, und in der Regel rund, seltener prismatisch. Sehr häufig sind in dieser Gattung lichtbrechende Vakuoleninhalte in den Paraphysen vorhanden, die sich bestimmungsrelevant mit 3-prozentigem KOH gelb ins Medium lösen können.

## Bestimmung
Makroskopisch sind die verschiedenen Arten meist nicht zu bestimmen, denn viele Arten sind, mit bloßem Auge betrachtet, nicht voneinander zu unterscheiden. Erschwerend kommt hinzu, dass die meisten Arten je nach Alter und Feuchtigkeitszustand sehr wechselfarbig sind. So sind für die gleiche Art nicht selten vier Farben notwendig, um die Becher einigermaßen in Worte zu fassen. Bestimmungsrelevant sind unter anderem neben der makroskopischen Erscheinung und Substrat die Größe und Form der einzelnen mikroskopischen Elemente (Sporen, Asci, Paraphysen, Excipulumzellen und Endzellen bzw. Haare), die Ascus-Porus-Reaktion mit Lugol (blau, rot oder negativ), die erwähnte KOH-Reaktion des Paraphyseninhaltes sowie Größe und Menge der Öltropfen in den vitalen Sporen.
Viele der aufgefundenen Arten dieser schwierigen Gattung können nicht sicher einer beschriebenen Spezies zugeordnet werden.
So werden viele vorläufig Sammelarten zugeordnet, wie beispielsweise Mollisia cinerea.

## Arten (Auswahl)

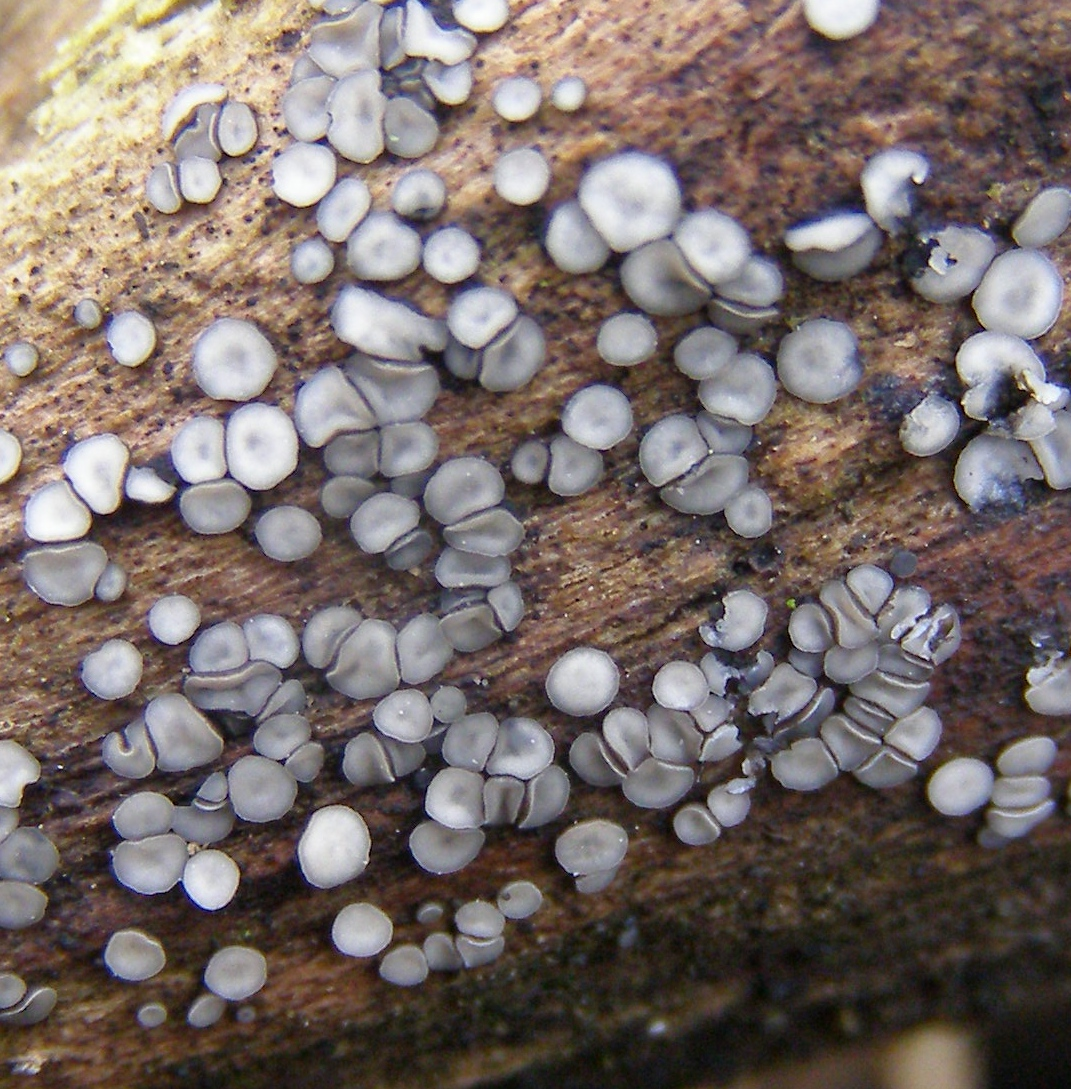
Mollisia sp.

Nach Kirk et al. gibt es 121 Arten weltweit. Folgende Arten sind bei mollisia.de beschrieben:
- Mollisia adenostylidis
- Mollisia amenticola
- Mollisia abdita
- Mollisia aberrans
- Mollisia aliculariae
- Mollisia berberidis
- Aschgraues Weichbecherchen (Mollisia cinerea)
- Mollisia dhankutae
- Mollisia elegantior
- Mollisia fusca
- Mollisia hydrophila
- Mollisia hysteropezizoides
- Mollisia laeta
- Mollisia ligni
- Mollisia melaleuca
- Mollisia prunicola
- Mollisia retincola
- Mollisia rosae

## Belege
- Ewald Gerhardt: Pilze. BLV Buchverlag, München 2006, ISBN 978-3-8354-0053-5, Seite 555.